# Gracilinanus agilis
Хитри грацилни опосум или агилни грацилни опосум (Gracilinanus agilis) је врста сисара из породице опосума (Didelphidae) и истоименог реда Didelphimorphia.

## Распрострањење
Ареал врсте покрива средњи број држава. 
Врста има станиште у Аргентини, Боливији, Бразилу, Перуу, Парагвају, Уругвају и Колумбији.

## Станиште
Станишта врсте су вечнозелене и галеријске шуме и брдовити предели. Врста је присутна на планинском венцу Анда у Јужној Америци.

## Начин живота
Хитри грацилни опосум прави гнезда.

## Угроженост
Ова врста није угрожена, и наведена је као последња брига јер има широко распрострањење.